# Глосолалія
Глосолалія (дав.-гр. γλῶσσα «мова» і λᾰλέω «говорю»):
- Мовлення, що складається зі слів і словосполучень, що має деякі ознаки осмисленої мови (темп, ритм, структура складу, відносна частота використання звуків); мова з безліччю неологізмів і неправильною побудовою фраз. Спостерігається у людей в стані трансу, під час сну, при деяких психічних захворюваннях[1].
- У деяких конфесіях християнства розглядається як один з дарів Святого Духа. Іменується «дар мов» або «дар говоріння мовами». Точний зміст цього терміна в різних християнських конфесіях різний. Має особливе значення в пятидесятництві та інших напрямках харизматичного руху.
- Елемент релігійного обряду в окремих гілках християнства і в деяких первісних релігіях[2]

## Глосолалія в християнстві
Дар інших мов — один із дев'яти дарів Святого Духа, перелічених у Біблії, в 1 Кор. 12:8–10. Згідно з Біблією, людина, що володіє цим даром, може молитися, пророкувати і проповідувати Благу Звістку на зовсім незнайомих їй мовах.
Оскільки говоріння іншими мовами та інші дари Святого Духа даються християнину в результаті (і після) хрещення Святим Духом, глосолалію вважають ознакою того, що людина отримала не тільки водне хрещення, а й хрещення Духом, яке саме по собі є даром, переживанням, що приймається вірою.

### Історія
У Святому Письмі міститься два пророцтва про виникнення дару інших мов. Вперше про цей дар передбачив пророк Ісая в VII столітті до Різдва Христового: «…незрозумілими устами й іншою мовою буде казати народові цьому» (Ісая 28:11)[неавторитетне джерело]. Однак потрібно зазначити, що авторитетні біблійні тлумачення розуміють в даному місці «іншу мову», як мову ассирійців — поневолювачів ізраїльського народу. При цьому, як випливає з контексту 28-ї глави Книги пророка Ісаї, «дар» чужої мови буде для ізраїльтян покаранням за відступництво від Бога.
Слідом за Ісаєю про виникнення надприродного дару передвозвістив Ісус Христос у кінці Свого земного служіння. В Євангелії від Марка 16:17–18 Ісус перерахував п'ять надприродних ознак, призначених Богом для супроводу Євангельської проповіді по всьому світу, одним з яких є говоріння на інших мовах: «А тих, хто ввірує, супроводити будуть ознаки такі: у Ім'я Моє демонів будуть вигонити, говоритимуть мовами новими, братимуть змій; а коли смертодійне що вип'ють, — не буде їм шкодити; кластимуть руки на хворих, — і добре їм буде!»[неавторитетне джерело].
Пророча обітниця Ісуса Христа виповнилася через 50 днів, в день П'ятидесятниці, дар інших мов отримали учні Христа. Даний епізод зображено у 2-му розділі Книги Діянь Апостолів, вірші 1-4:
- «Коли ж почався день П'ятдесятниці, всі вони однодушно знаходилися вкупі. І нагло зчинився шум із неба, ніби буря раптова зірвалася, і переповнила ввесь той дім, де сиділи вони. І з'явилися їм язики поділені, немов би огненні, та й на кожному з них по одному осів. Усі ж вони сповнились Духом Святим, і почали говорити іншими мовами, як їм Дух промовляти давав».

### Різновиди
Згідно з Біблією, дар інших мов має три різновиди:
1. Молитовна (або ангельська) мова — надприродна мова, призначена для особистої хвали, подяки, прохання Бога і власного повчання вірного[5][12].
2. Мова, що працює в концепції з даром тлумачення — надприродна мова, призначений для повчання церкви — здатність навертати людей до Бога.
3. Іноземна мова — земна мова, призначена для проповіді Євангелія незнайомою мовою (без будь-яких обмежень у мові та мовленні).

## Глосолалія в культурі
Глосолалія позначає також різного роду поєднання звуків або слів, які втратили сенс, що трапляються, наприклад, у замовляннях, у приспівах до народних пісень, в дитячих піснях та іграх тощо. Глосолалія трапляється і в художній літературі. Ранніми російськими футуристами (зокрема, Велимиром Хлєбниковим) глосолалія була висунута як один з прийомів художньої творчості. У джазі поширений схожий прийом скет — імпровізаційний спів без осмисленого тексту.
У сучасній українській музиці глосолалією послуговується гурт Mavka, деякі пісні якого написані вигаданою «русалчиною» мовою.